# Sex, Pies and Idiot Scrapes
Sex, Pies and Idiot Scrapes, titulado Pasteles y persecuciones en Hispanoamérica y Sexo, confiteras y pintas de idiota en España, es el primer episodio de la vigésima temporada de Los Simpson, estrenado en Estados Unidos el 28 de septiembre de 2008, en Hispanoamérica el 19 de abril de 2009 y en España el 30 de agosto de 2010. Después de entrar a la cárcel por haber participado en una pelea, Homer conoce a Lucky Jim y Wolf el Cazador de Recompensas, quienes lo convencen de convertirse en uno de ellos. Luego de una serie de eventos, se convierte en el socio de Ned Flanders. Mientras tanto, Marge, sin saberlo, comienza a trabajar en una pastelería erótica. Julia Louis-Dreyfus regresa como la novia de Snake (En varios episodios "Serpiente"), Gloria, por tercera vez. Robert Forster interpreta a Lucky Jim, y Joe Mantegna regresa como Fat Tony en el episodio. El episodio fue escrito por Kevin Curran y dirigido por Lance Kramer. Fue visto por 9,3 millones de espectadores en la noche de su estreno.

## Sinopsis

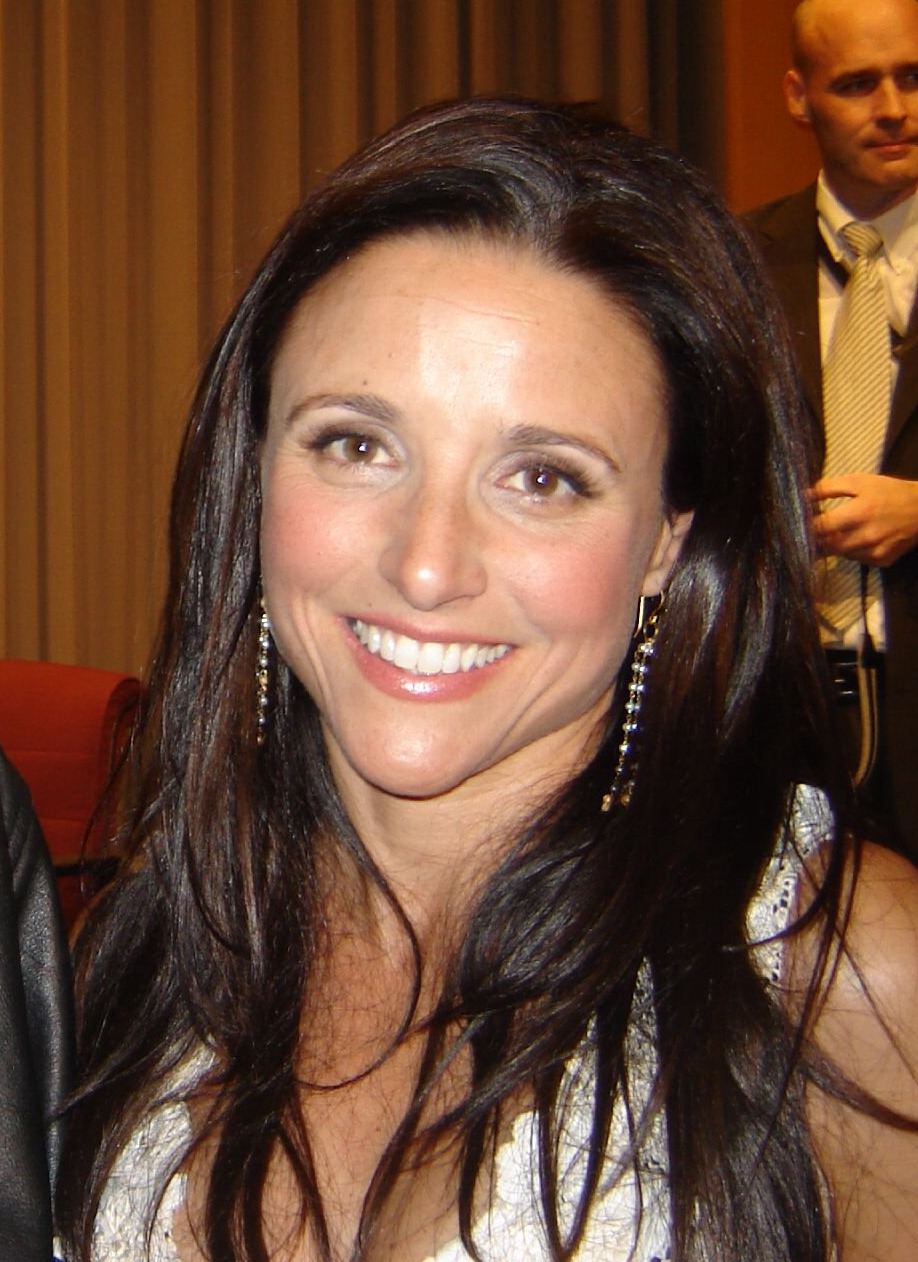
Julia Louis-Dreyfus regresa al programa en este episodio, interpretando por tercera vez a Gloria, la novia de Snake.

Un desfile por el Día de San Patricio, llevado a cabo en Springfield, se ve interrumpido por una pelea entre los protestantes provenientes de Irlanda del Norte y los católicos de la República de Irlanda, en la cual Homer participa. Mientras tanto, un grupo de niños hambrientos roban la canasta de día de campo de Marge, la cual le es devuelta por Patrick Flannery, quien además regaña a los niños. Marge le ofrece un pastelillo como gesto de gratitud, y Patrick inmediatamente le ofrece un trabajo en su pastelería luego de comerlo. Marge acepta, mientras Homer es arrestado por su participación en la pelea. 
Debido a sus antecedentes, la fianza de Homer es muy alta, y es obligado a pedirle ayuda a un hombre llamado Lucky Jim para pagarla. Lucky Jim acepta conseguir la liberación de Homer, mientras que este se presente en la corte. De lo contrario, tendría que pelear con Wolf el Cazador de Recompensas, quien rápidamente inspira a Homer a convertirse en cazador él también y empieza a trabajar en una agencia de fianzas. La primera misión de Homer consiste en simular ser vendedor de departamentos en una esquina a los criminales. Snake se ve interesado por el anuncio de Homer, pero este rápidamente lo lleva hacia un callejón, en donde Snake ("Serpiente" en varios episodios) saca una pistola y dispara derecho hacia la cabeza de Homer. Milagrosamente, Ned Flanders coloca un vidrio a prueba de balas delante de Homer, el cual hace rebotar el disparo. Ned y Homer logran atrapar al criminal, y luego Homer le propone a su vecino que trabajen juntos como cazadores de recompensas. 
En la pastelería, Marge descubre que estaba trabajando en una pastelería erótica luego de ver a Patty y Selma llevándose un pastel de forma provocativa. Marge trata de renunciar, pero Patrick le dice que no había nada incorrecto en su trabajo, ya que muchos de los amigos de Marge habían comprado pasteles en la tienda. Patrick le informa a Marge que tiene un don, por lo que Marge accede a quedarse. Mientras tanto, Homer y Ned logran encarcelar exitosamente a varios criminales. Homer, ahora con más dinero, consiente a su familia con regalos. Marge se ve orgullosa de su trabajo en una forma similar. Esa noche, Homer y Ned realizan una vigilancia, esperando encarcelar a Fat Tony. Cuando este aparece, a la mañana siguiente, Homer y Ned lo persiguen alrededor de Springfield y finalmente lo capturan estrellando su auto con un subterráneo. Disgustado por la captura poco ortodoxa de Homer, ya que además coloca una bolsa de plástico sobre la cabeza de Tony, Ned renuncia. Ned trata de salir del negocio de cazador de recompensas, pero acepta intentar atrapar a Homer luego de que Lucky Jim le informa que no se había presentado en la corte. 
Cuando Homer llega a su casa y ve a Ned esperándolo, declara que nunca permitiría que Flanders lo atrapase vivo. Luego comienzan a perseguirse, y los dos terminan en una viga suspendida por encima del suelo. Homer llora diciendo que ama a Ned, pero Ned responde que Homer lo odiaba, a lo que este responde diciéndole que sólo lo odiaba porque Ned guardaba todos sus resentimientos hacia él en su interior. Homer salta a otra viga, pero Ned falla al tratar de aterrizar sobre la misma, resbalando hacia el borde. Luego, le ruega a Homer que lo ayudase, lo cual lleva a Homer a pensar en todos los buenos momentos que había vivido con Ned; lo ayuda, pero finalmente cae él también por el borde de la viga. Gritando, él y Ned terminan aterrizando en una piscina de cemento fresco, el cual se seca antes de que lograsen salir. En ese momento, el jefe Wiggum llega a llevarse a Homer, pero en la cárcel le anuncian que sólo sería por un tiempo corto.
El episodio termina con Homer en la cárcel donde recibe un pastel de Marge para "ayudarlo a pasar su sentencia"; en lugar de algo erótico, como lo esperaba, abre la caja para encontrar un pastel rosa y blanco común, que sólo dice "para el amor de mi vida" donde Homer se siente mejor y come el pastel a gusto.

## Referencias culturales

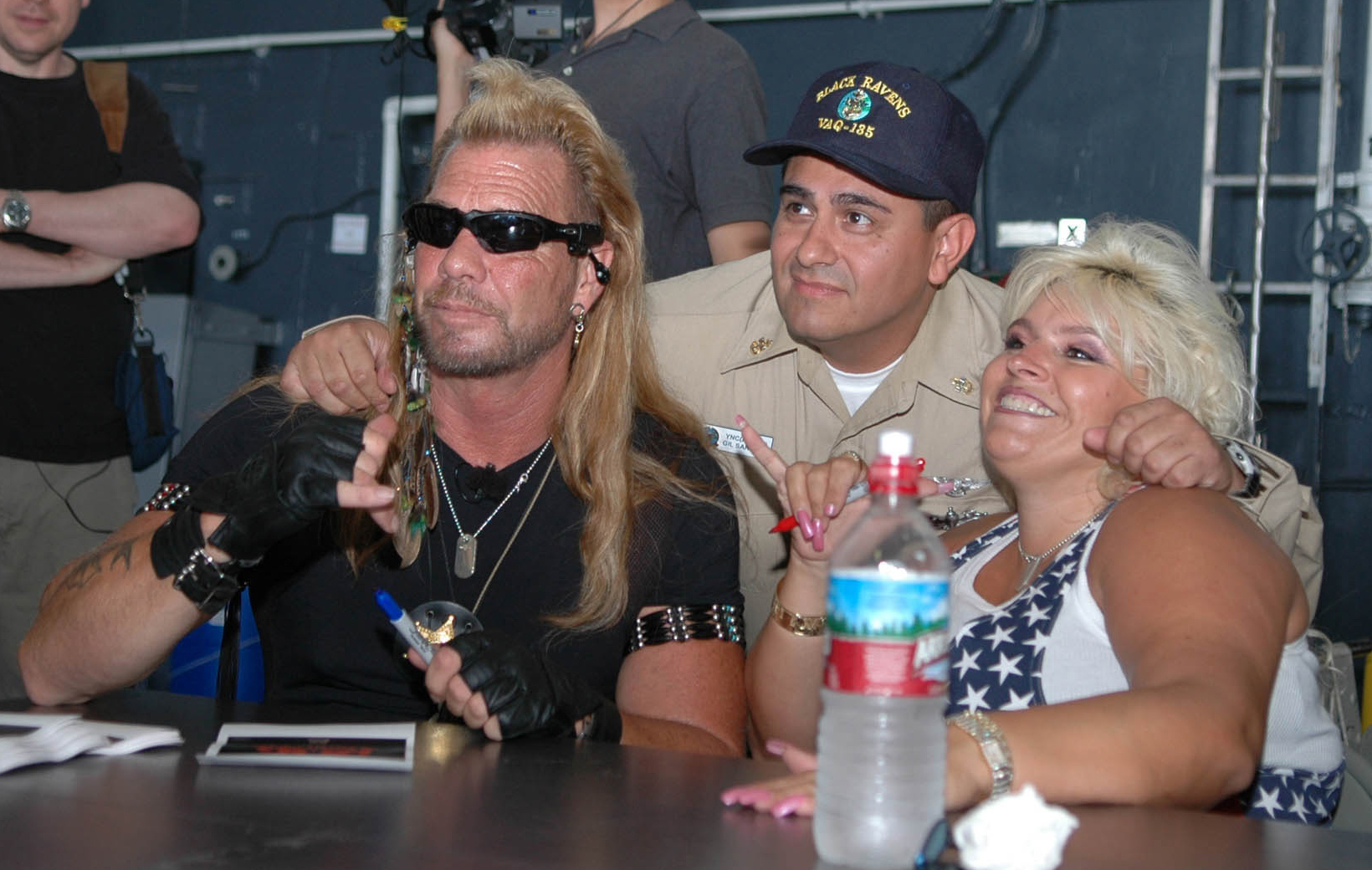
El cazador de recompensas "Wolf" está basado en Duane Chapman (izquierda) del reality show Dog, el cazarrecompensas.